# 高中女生 (漫畫)
《高中女生》是日本漫畫家若井堅，以女高中生日常為題材，所创作的日本漫畫作品。于2013年9月27日在双叶社的網路漫畫平台WEB Comic action开始连载，2014年4月10日开始发行单行本。台湾中文版由长鸿出版社代理，簡體中文電子版由布卡漫畫代理。
2018年9月12日发售第8卷时宣告改编为电视动画，並於2019年4月開始播出。

## 劇情簡介
本作围绕以桃子为中心的三位高中女生搞笑而温馨的日常生活为故事内容，没有出现任何角色对话，只依靠角色动作和拟声词来推动故事的表达。

## 登场角色
富户桃子（聲：立花理香）
本作女主角，外貌靓丽，性格开朗天然搞怪，经常做一些不可思议的行为而引发故事的发生。有一个姐姐。
和涉美成为好友，是因为在涉美小学时被其他女生髮卡弄坏时，用自己姐姐送的挂饰修复了，而感动了涉美，两人因此成为好友。
涩泽涉美（聲：嶺內智美）
桃子的同班好友，性格认真，经常负责斥责桃子不可思议的愚蠢行为。贫乳，所以对胸的事情十分敏感。
和桃子是小学同班。两人相识是因为小学时作为班长的她曾反对同班女生在书包上带挂饰，而自己生日时得到了一个髮卡，在学校被书包带挂饰的女生嫉妒而弄坏，桃子主动用自己的挂饰修复了髮卡，最终被桃子感动而在挂饰提议上让步，并和桃子成为好友，而她一直使用那只髮卡。
古井真由美（聲：久保百合花）
桃子的同班好友，转学生，仍穿著轉學前的校服，个子矮小，性格比较腼腆，容易被桃子捉弄。
和桃子成为好友，是因为刚刚转学时被同学孤立，之后偶然介入到桃子怪诞的行为中而和桃子交好，之后加入桃子和涉美的朋友群中。

## 出版書籍
| 冊數 | 雙葉社         | 雙葉社                 | 長鴻出版社    | 長鴻出版社             |
| 冊數 | 發售日期       | ISBN                   | 發售日期      | ISBN                   |
| ---- | -------------- | ---------------------- | ------------- | ---------------------- |
| 1    | 2014年4月10日  | ISBN 978-4-575-84388-0 | 2015年1月14日 | ISBN 978-957-516-550-5 |
| 2    | 2014年9月10日  | ISBN 978-4-575-84485-6 | 2018年8月31日 | ISBN 978-986-474-866-2 |
| 3    | 2015年3月10日  | ISBN 978-4-575-84593-8 | 2019年2月22日 | ISBN 978-986-504-012-3 |
| 4    | 2015年10月10日 | ISBN 978-4-575-84704-8 | 2019年3月15日 | ISBN 978-986-504-037-6 |
| 5    | 2016年6月11日  | ISBN 978-4-575-84811-3 | 2019年4月12日 | ISBN 978-986-504-074-1 |
| 6    | 2017年1月12日  | ISBN 978-4-575-84915-8 |               |                        |
| 7    | 2017年11月10日 | ISBN 978-4-575-85058-1 |               |                        |
| 8    | 2018年9月12日  | ISBN 978-4-575-85205-9 |               |                        |
| 9    | 2019年6月12日  | ISBN 978-4-575-85316-2 |               |                        |

## 電視動畫
於2019年4月陸續在TOKYO MX、AT-X、BS富士開始播放。

### 主題曲
片頭曲「silent days」
主唱：

### 各話列表
| 話數   | 日文標題 | 中文標題             | 分鏡       | 演出       | 作畫監督               | 總作畫監督 |
| ------ | -------- | -------------------- | ---------- | ---------- | ---------------------- | ---------- |
| 第1話  |          | 高中女生與大腿       | 佐佐木勅嘉 | 佐佐木勅嘉 | 山本恭平               | 山本恭平   |
| 第2話  |          | 高中女生與不幸的一天 | 佐佐木勅嘉 | 佐佐木勅嘉 |                        | 山本恭平   |
| 第3話  |          | 高中女生與睡意       | 佐佐木勅嘉 | 佐佐木勅嘉 | 細田沙織               | 山本恭平   |
| 第4話  |          | 高中女生與家庭餐廳   | 佐佐木勅嘉 | 佐佐木勅嘉 | 石田圭一               | 山本恭平   |
| 第5話  |          | 高中女生與滑板       | 佐佐木勅嘉 | 佐佐木勅嘉 | 石田圭一               | 山本恭平   |
| 第6話  |          | 高中女生與運動       | 佐佐木勅嘉 | 佐佐木勅嘉 | 山本恭平               | 山本恭平   |
| 第7話  |          | 高中女生與起霧的窗   | 佐佐木勅嘉 | 佐佐木勅嘉 | 半田大貴               | 山本恭平   |
| 第8話  |          | 高中女生與躲雨       | 佐佐木勅嘉 | 佐佐木勅嘉 | Hwang Youngsik         | 山本恭平   |
| 第9話  |          | 高中女生與手影遊戲   | 佐佐木勅嘉 | 佐佐木勅嘉 | Hong Yumi Seo Inkyoung | 山本恭平   |
| 第10話 |          | 高中女生與髮夾       | 佐佐木勅嘉 | 佐佐木勅嘉 | Hwang Youngsik         | 山本恭平   |
| 第11話 |          | 高中女生與暖桌       | 佐佐木勅嘉 | 佐佐木勅嘉 | Hwang Youngsik         | 山本恭平   |
| 第12話 |          | 高中女生與回家路上   | 佐佐木勅嘉 | 佐佐木勅嘉 | Ham Seunghee           | 山本恭平   |

## 评价
有评价认为，虽然作者没有为主角配置对话，但通过行为间表现出三人的亲密友谊。